# Joe Scally
	Joseph Michael Scally, dit Joe Scally, né le 31 décembre 2002 à New York, est un joueur international américain de soccer. Il évolue au poste d'arrière droit au Borussia Mönchengladbach.

## Biographie

### En sélection
Avec les moins de 17 ans, il participe au championnat de la CONCACAF des moins de 17 ans en 2019. Les joueurs américains s'inclinent en finale face au Mexique.
Le 9 novembre 2022, il est sélectionné par Gregg Berhalter pour participer à la Coupe du monde 2022.

## Palmarès

### En sélection
États-Unis
- Vainqueur de la Ligue des nations en 2023

- Finaliste du championnat de la CONCACAF des moins de 17 ans en 2019 avec l'équipe des États-Unis des moins de 17 ans

## Statistiques
| Saison                | Club                     | Championnat           | Championnat | Championnat | Coupe(s) nationale(s) | Coupe(s) nationale(s) | Compétition(s) continentale(s) | Compétition(s) continentale(s) | Compétition(s) continentale(s) | Séries | Séries | Total | Total |
| Saison                | Club                     | Division              | M.          | B.          | M.                    | B.                    | Comp.                          | M.                             | B.                             | M.     | B.     | M.    | B.    |
| 2018                  | New York City FC         | MLS                   | -           | -           | 1                     | 0                     | -                              | -                              | -                              | -      | -      | 1     | 0     |
| 2019                  | New York City FC         | MLS                   | -           | -           | -                     | -                     | LCC                            | 1                              | 0                              | -      | -      | 1     | 0     |
| 2020                  | New York City FC         | MLS                   | 4           | 1           | -                     | -                     | -                              | -                              | -                              | 1      | 0      | 5     | 1     |
| Sous-total            | Sous-total               | Sous-total            | 4           | 1           | 1                     | 0                     | -                              | 1                              | 0                              | 1      | 0      | 7     | 1     |
| 2021-2022             | Borussia Mönchengladbach | Bundesliga            | 30          | 1           | 3                     | 0                     | -                              | -                              | -                              | -      | -      | 33    | 1     |
| 2022-2023             | Borussia Mönchengladbach | Bundesliga            | 28          | 0           | 2                     | 1                     | -                              | -                              | -                              | -      | -      | 30    | 1     |
| 2023-2024             | Borussia Mönchengladbach | Bundesliga            | 21          | 1           | 3                     | 0                     | -                              | -                              | -                              | -      | -      | 24    | 1     |
| Sous-total            | Sous-total               | Sous-total            | 79          | 2           | 8                     | 1                     | -                              | 0                              | 0                              | -      | -      | 87    | 3     |
| Total sur la carrière | Total sur la carrière    | Total sur la carrière | 83          | 3           | 9                     | 1                     | -                              | 1                              | 0                              | 1      | 0      | 94    | 4     |